# فرودگاه هاندان
فرودگاه هاندان (به انگلیسی: Handan Airport) یک فرودگاه همگانی با کد یاتا HDG است که یک باند فرود بتن دارد و طول باند آن ۲۲۰۰ متر است. این فرودگاه در شهر هاندان کشور چین قرار دارد .

## شرکت‌های هواپیمایی و مقصدهای پروازی
Handan Airport is served by the following airlines:
| شرکت‌های هواپیمایی   | مقصدهای پروازی |
| ------------------- | -------------- |
| هواپیمایی شرقی چین  | شانگهای پودنگ  |
| هواپیمایی جنوبی چین | بایون گوآنگجو  |
| سیچوان ایرلاینز     | چنگدو شوانگلیو |